# Феодора фон Хоенлое-Лангенбург (1866–1932)
Феодора Виктория Алберта фон Хоенлое-Лангенбург (на немски: Feodora Victoria Alberta Prinzessin zu Hohenlohe-Langenburg; * 23 юли 1866, Лангенбург; † 1 ноември 1932, Валдлайнинген, Рейнланд-Пфалц) е принцеса от Хоенлое-Лангенбург и чрез женитба княгиня на Княжество Лайнинген.

## Произход
Тя е най-малката дъщеря на княз Херман фон Хоенлое-Лангенбург (1832 – 1913) и съпругата му принцеса Леополдина фон Баден (1837 – 1903), дъщеря на маркграф Вилхелм фон Баден (1792 – 1859) и херцогиня Елизабет Александрина фон Вюртемберг (1802 – 1864). Роднина е на кралица Виктория.

## Фамилия
Феодора се омъжва на 12 юли 1894 г. в Лангенбург за княз Емих Едуард Карл фон Лайнинген (* 18 януари 1866; † 18 юли 1939), син на княз Ернст фон Лайнинген (1830 – 1904) и принцеса Мария Амалия фон Баден (1834 – 1899), дъщеря на велик херцог Леополд I фон Баден (1790 – 1852) и принцеса София Шведска (1801 – 1865). Семейството живее главно в замък Валдлайнинген. Те имат пет деца:
- Виктория Мари Леополдина Елиза София фон Лайнинген (* 12 май 1895, Аморбах; † 9 февруари 1973, Асенхайм), омъжена на 12 юли 1933 г. (развод 1937) за граф Максимилиан фон Золмс-Рьоделхайм-Асенхайм (* 24 септември 1893; † 2 септември 1968), син на граф Франц фон Золмс-Рьоделхайм (1864 – 1923) и графиня Анастасия фон Папенхайм (1863 – 1904)
- Емих Ернст Херман Хайнрих Максимилиан фон Лайнинген (* 29 декември 1896; † 21 март 1918, убит в Първата световна война), наследствен принц
- Фридрих Карл Едуард Ервин фон Лайнинген (* 13 февруари 1898, Страсбург; † 2 август 1946, Русия), 6. княз на Лайнинген, женен на 24 ноември 1924/ 24 февруари 1925 г. в Кобург за руската велика княгиня Мария Кириловна Романов (* 2 февруари 1907; † 27 октомври 1951); имат седем деца, между тях:
  - Карл Владимир Ернст Хайнрих фон Лайнинген (* 2 януари 1928; † 28 септември 1990), женен на 14 февруари 1957 г. за принцеса Мария Луиза Българска (* 13 януари 1933, София)
- Херман Виктор Максимилиан фон Лайнинген (* 4 януари 1901; † 29 март 1971), принц, женен на 21 декември 1938 г. за графиня Ирина фон Шьонборн-Визентхайд (* 17 юли 1895; † 21 декември 1969); нямат деца
- Хесо Леополд Хайнрих фон Лайнинген (* 23 юли 1903т; † 19 юни 1967), принц, женен на 12 юли 1933 г. за графиня Мари-Луиза фон Неселроде (* 31 юли 1905); нямат деца